# کانتون سوکره
کانتون سوکره (به اسپانیایی: Cantón Sucre) یک منطقهٔ مسکونی در اکوادور است که در Manabí Province واقع شده‌است.